# Joaquín Rodrigo
Joaquín Rodrigo Vidre, Marquês dos Jardins de Aranjuez (Sagunto, 22 de novembro de 1901 — Madrid, 6 de julho de 1999), foi um compositor, pianista e violonista virtuoso espanhol. Apesar de cego, desde a mais tenra idade, ele atingiu grande sucesso. Rodrigo é considerado como um dos compositores que mais popularizou a guitarra na música clássica do século XX, e seu Concerto de Aranjuez é um dos expoentes máximos da música espanhola.

## Biografia

### Primeiros anos
Nascido na província de Valência, na costa mediterrânea da Espanha no dia de Santa Cecília, 22 de novembro de 1901. Foi ele o mais novo dentre seus dez irmãos, filho de um comerciante e proprietário de terras, Vicente Rodrigo Peirats e sua segunda esposa, Juana Ribelles.
No ano de 1905 Sagunto foi atingida por um surto de difteria, causando a morte de muitas crianças. Joaquin Rodrigo sobrevive, porém teve com sequela a perda total de sua visão. O compositor comentaria mais tarde, sem amarguras, que provavelmente esse fato lhe conduzira à música.
A família Rodrigo se muda para a cidade de Valência quando ele contava apenas quatro anos de vida. Ali, ingressa numa escola especial para meninos cegos a fim de empreender sua formação.Rapidamente mostra grande interesse pela literatura e pela música. Em Valência, sua família frequentava peças teatrais musicadas, mas o jovem Rodrigo sentia-se particularmente atraído pela música que acompanhava as representações. Então a partir daí ele se empenhou em receber aulas de música com professores do conservatório de valência embora não tenha formalizado sua matrícula na instituição. Seu professor de harmonia e composição foi Francisco Antich e os músicos Enrique Gomá e Eduardo Lopez Chavarri, que exerceram grande influência em sua formação musical. O quanto à cultura literária o transforma em gaulês ao largo de sua vida, deve-se esse fato a Rafael Ibañes, indicado pela família para acompanhar Rodrigo, e que também fora seu companheiro, secretário e copista nos anos seguintes. "Rafael me emprestou os olhos que eu não tinha", diz o compositor a cerca do amigo que para ele leu obras da literatura espanhola, bem como trabalhos filosóficos, ensaios, estudos e monografias variadas.

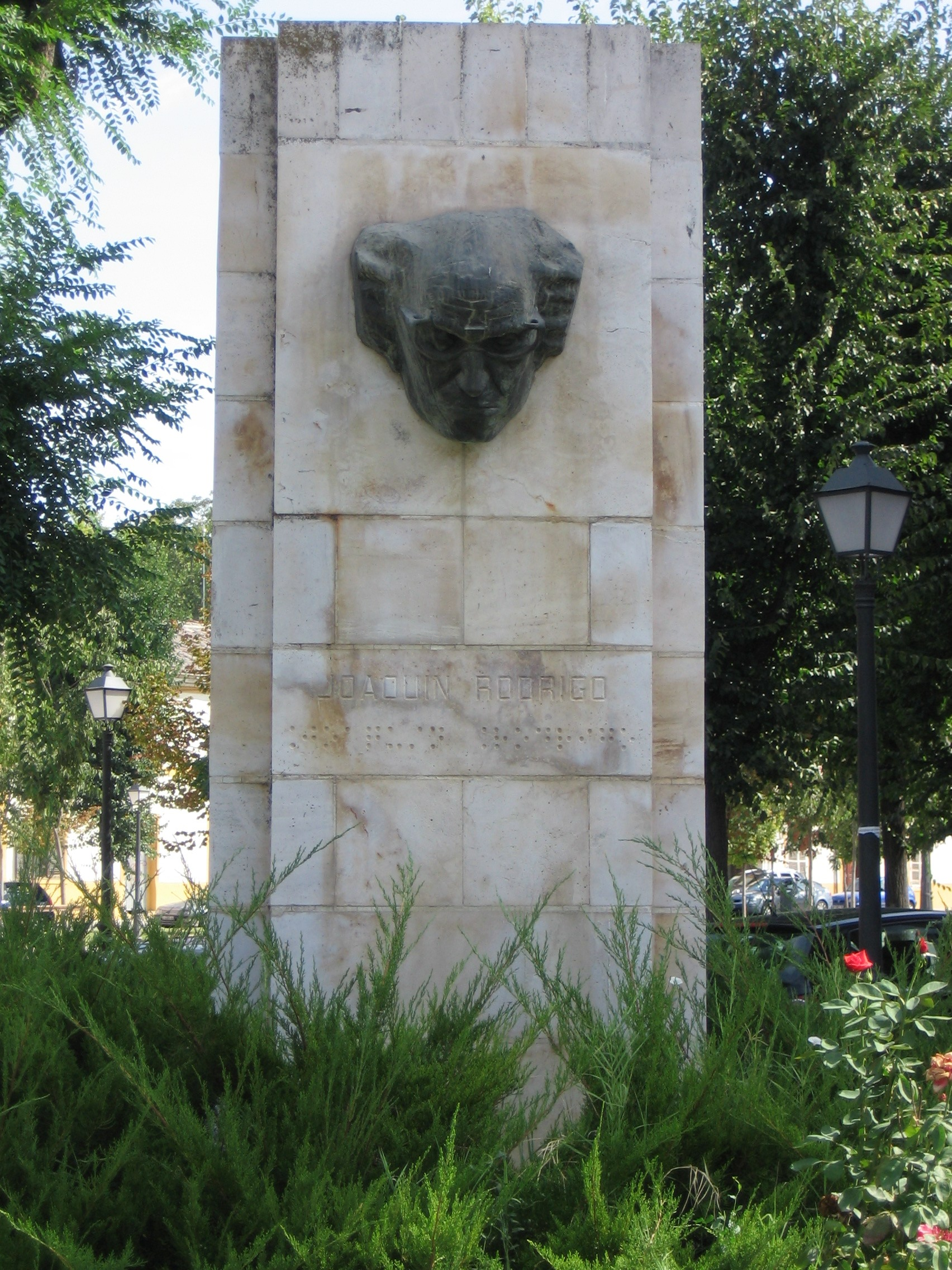
Monumento a Joaquín Rodrigo em Aranjuez

No princípio dos anos 1920 Joaquin Rodrigo havia se tornado um excelente pianista e um estudante de composição familiarizado com as correntes vanguardistas mais importantes do mundo da arte. Suas primeiras composições foram escritas em pequenas formas musicais. Sua primeira obra para grande orquestra foi escrita no ano de 1924. Sua opus 1, "Dos esbozos para violín y piano" ('La enamorada junto al surtidor' y 'Pequeña ronda') foi composta em 1923. Ainda neste ano compôs uma suíte para piano, a "Cançoneta" para violino e orquestra de cordas e uma austera Ave María para voz e órgão que depois de anos fixou para coro à capella. "La berceuse de Outono", também de 1923, estava composto na forma original para piano, mas Rodrigo a orquestrou nos anos 1930, incorporando mais tarde à bela "Música para un jardim", de 1957. Seu primeiro trabalho para grande orquestra, "Juglares", foi pela primeira vez executado com sucesso pela Orquestra Sinfônica de Valencia sob a regência de Enrique Esquerdo em 1924. Encorajado por esta vitória, Joaquín foi apresentado a uma competição nacional no ano seguinte com um trabalho muito mais ambicioso, as "Cinco piezas infantiles", obra pelo qual recebeu uma menção honrosa do júri e que fora pela primeira vez tocada com grande sucesso em Valença e Paris, em 1927 e 1929 respectivamente. Joaquín Rodrigo estudava nesse período com o professor francês Paul Dukas, na École Normale de Musique, em Paris. Ele havia decidido mudar-se para a França em 1927 porque a capital francês era, desde o princípio do século, um núcleo cultural muito importante para os escritores, pintores e músicos espanhóis. Era então de se esperar que o jovem músico quisesse seguir os passos de Albéniz, Falla e Turina.
As obras da juventude de Rodrigo se caracterizam por um delicado lirismo pessoal, cores orquestrais por vezes muito atrevidas e um vocabulário orquestral que lembram Ravel e Granados, entre outros. Estas características, e outras mais, se confirmariam e se desenrolariam ainda mais ao largo dos anos de estudo com Paul Dukas.

### Vida em Paris
Ao chegar a Paris, Rodrigo e Rafael Ibañez, seu amigo e secretário, hospedaram-se na casa do pintor de Valência Francisco Povo que o apresentou a numerosos artistas, músicos e editores. Na classe de Paul Dukas, Joaquín Rodrigo estudou durante cinco anos, juntamente com o compositor mexicano Manuel Ponce, e o regente Jesus Arámbarri, que também seria, mais tarde, um grande intérprete dos trabalhos de Rodrigo. Paul Dukas qualificou Joaquín Rodrigo como talvez o mais dotado de todos os compositores espanhóis que já tinha visto chegar a Paris. Outro fato de importância transcendental na vida de Rodrigo aconteceu por aquele tempo: o encontro deles com Manuel de Falla que suporia o começo de uma amizade durável entre ambos. Falla que acabara de entrar como membro da Légion d'Honneur francesa, insistiu de forma que no concerto apresentado em sua cerimônia houvesse não apenas músicas dele, mas também os trabalhos de colegas espanhóis jovens como Halffter, Rodrigo e Turina. Rodrigo sempre agradeceu a oportunidade oferecida por Falla naquela ocasião de interpretar a própria música a um público tão distinto e informado.
A nível pessoal, estava também por estes anos quando aconteceu o fato mais importante para Joaquín Rodrigo: seu encontro com a pianista turca Victoria Kamhi, com quem se casou em 1933. Victoria Kamhi era um das influências mais decisivas na carreira de Joaquín Rodrigo. Pianista excelente, quando casou decidiu abandonar a carreira profissional para se dedicar exclusivamente ao marido. O domínio de vários idiomas junto com um conhecimento largo das culturas europeias fez de Victoria a companheira ideal para Joaquín. Depois de muitos anos Victoria publicou uma extensa biografia da sua mocidade, do namoro com Joaquín e da história de suas vidas dando-lhe o título: De la mano de Joaquín Rodrigo - História de nuestra vida.

### Regresso a Espanha
No ano seguinte, depois de se instalar em Valência com a esposa, Rodrigo compôs várias canções, entre elas o famoso "Cántico de la esposa", com letra de San Juan do Cruz, e a obra mais extensa dele até então, o poema sinfônico, "Per la flor de lliri blau". Com esta obra obteve o prêmio do Círculo de Belas Artes de Valência. Em Madrid, e novamente, graças ao apoio de Manuel de Falla, Rodrigo adquiriu a Conta de bolsa de estudos de Cartagena que lhe permitiu voltar a Paris junto com Victoria. Logo que chega, Joaquín começa a compor sem hesitação e como fruto deste tempo surgiram várias canções e algumas das obras mais importantes dele para piano. Ao mesmo tempo, o compositor assistia às aulas nas classes de Maurice-Emmanuel e André Pirro. Também recebeu as últimas aulas do professor Paul Dukas. Estes cursos que abraçaram desde a música de Lassus até a história da ópera, foram uma fonte de inspiração importante para Rodrigo que começou a ter uma base musical muito sólida. No verão do mesmo ano, o casal Rodrigo mudou-se para a Áustria para comentar o Festival de Salzburgo como correspondentes oficiais da revista ‘Le monde musical ' e do diário provinciano ‘Las províncias’. Estava em Salzburg quando compôs o seu comovente tributo à memória de Dukas, "Sonada de adiós", por encargo da revista musical.
Depois de obter uma extensão da Conta de bolsa de estudos de Cartagena, decidiram Joaquín Rodrigo e sua esposa, no começo de junho de 1936, partir um tempo para a Alemanha, precisamente para Baden-Baden. Mas, em 18 de julho de 1936, começou a guerra civil espanhola. Os três anos seguintes eram talvez os mais difíceis na vida de Joaquín e Victoria, porque neste tempo a bolsa de estudos não os foi renovada. Eles decidiram dar aulas de espanhol e música no quarto do asilo para cegos de Friburgo, na Floresta Negra onde foram acolhidos como "refugiados espanhóis". O compositor realizou ali um estudo do canto dos pássaros, além de compor alguns quantas canções, entre eles a "Canción del cucú", inspirada pela beleza dos arredores, com letra de sua esposa.
Na primavera de 1938 Joaquín Rodrigo foi convidado a dar aulas durante o verão na Universidade de Santander que acabara de abrir as portas. O casal Rodrigo poderia recapturar contato deste modo com a vida cultural espanhola, apesar das dificuldades derivadas da guerra civil. Entre os novos companheiros do compositor encontravam-se os escritores Gerardo Diego e Dámaso Alonso e o crítico Eugenio d'Ors. Aconteceu um encontro muito significante durante a viagem de volta para Paris, quando, em um almoço com o guitarrista Regino Sainz de la Maza e o marquês de Bolarque, Joaquín concordou com entusiasmo à ideia de escrever um concerto para violão. Este trabalho seria o Concerto de Aranjuez. Durante o último ano de residência na capital francesa, Rodrigo ofereceu recitais de piano e levou a cabo as orquestrações que lhe foram encomendadas. Compôs ainda várias canções de estilo popular. Ao chegar o inverno, o casal Rodrigo começou a pensar em um retorno definitivo para a Espanha, uma vez que o país estava finalmente em paz. Em 1939 Rodrigo recebeu uma carta de Manuel de Falla na qual o propunha para a cadeira de Professor de Música na Universidade de Granada ou na Universidade de Sevilha. Por outro lado, Antônio Tovar lhe ofereceu uma posição dentro do Departamento de Música da Rádio Nacional. Como o casal queria se estabelecer na capital Espanhola fervorosamente, eles optaram para a segunda oferta. Joaquín e Victoria voltaram finalmente à Espanha em Setembro de 1939, dois dias antes de explodir a Segunda Guerra Mundial, trazendo consigo o manuscrito completo do Concerto de Aranjuez.

### A década de 1940
A década de 1940 seria especialmente importante para Joaquín Rodrigo, tanto no nível profissional como no pessoal. Em 1939 exercitou a posição de chefe da seção de arte e propaganda da ONCE. Também foi, de 1940 e ao longo de mais de uma década, aconselhador de música da Rádio Nacional. Em 1941 nasceu Cecília, sua primogênita, e o ano seguinte o compositor recebeu o Prêmio Nacional de Música pelo "Concierto heroico" para piano e orquestra. Em 1942 começou a trabalhar como crítico musical dos jornais Pueblo, Marca e Madrid. Ocupou durante os anos 1944 e 1945 a posição diretiva do Departamento de Música da Rádio Nacional, como também a Classe de Música ‘Manuel de Falla’ na Universidade desde sua criação em 1947 e ao longo de trinta anos. Por outro lado, as comemorações nacionais de 1948 dedicadas a Miguel de Cervantes inspiraram-no a criar uma de suas obras mais impressionantes, sobre um texto de Don Quixote, "Ausencias de Dulcinea", recompensada em Abril do mesmo ano com o Prémio Cervantes.

### As décadas de 1950 e 1960
Em 18 de Novembro de 1951 Rodrigo entrou como numerário da Real Academia de Belas Artes de San Fernando. Fez seu discurso falando sobre Técnica enseñada e inspiración no aprendida, interpretou as "Sonatas de Castilla (com tocatta a modo de pregón)" para piano, especialmente escrita para a ocasião. Em 1953 o compositor foi recompensado com a Grande Cruz de Alfonso X o Sábio, e foi ainda eleito Vice-presidente da Seção espanhola da Sociedade Internacional de Música Contemporânea. Em 1954, para a responsabilidade do guitarrista notável Andrés Segovia, compôs a "Fantasia para un gentilhombre", para violão e orquestra e cuja estreia teve lugar no ano seguinte em San Francisco (EUA), na presença do autor.
Durante todos os anos, os prêmios e honras em reconhecimento ao seu trabalho foram numerosos, tanto na Espanha como nos países estrangeiros: Foi nomeado Oficial de artes e de letras em 1960 e foi nomeado Cavalheiro do d'Honneur de Légion em 1963 pelo governo francês; doutor honoris causa pela Universidade de Salamanca em 1964. Em 1966, recebeu a Grande Cruz do Mérito Civil e a Medalha de Ouro ao Mérito no Trabalho. Em 1963 se mudou para Porto Rico para dar um curso de História da Música na Universidade de Rios Piedras onde permaneceu até fevereiro de 1964. Foram anos de felicidade pessoal para Joaquín e Victoria, graças a união da filha deles, Cecília, com o violinista Agustín León Plows, e o nascimento posterior das duas netas dele, Cecilita e Patricia.

### A partir de 1970
Numerosos concertos, recitais e festivais dedicados à sua música começaram a ocorrer no mundo inteiro, tornando-se uma das mais queridas e mais representativas figuras da música clássica contemporânea. Uma estreia nova levaria o casal Rodrigo para Estados Unidos, em 1970: a do madrigal de Concerto para dois violões que aconteceu em Hollywood. Nos anos seguintes foi nomeado doutor honoris causa pelas Universidades da Califórnia Sulista, 1982, a Universidade Politécnica de Valência (1988), a Universidade de Alicante e a Universidade Complutense de Madrid (1989) e ainda pela Universidade de Exeter, Grã-Bretanha (1990). Recebeu as responsabilidades de escrever para dois solistas britânicos célebres, James Galway e Lloyd Webber Juliano, materializados no Concerto pastoral, para flauta e o Concerto como um divertimento, para violoncelo, respectivamente. E em Março de 1986 um público atônito prestou atenção, em Londres, a um Rodrigo festivo. Na ocasião fora apresentada uma das últimas grandes criações dele: a Canção de São Francisco de Assis, para coro e orquestra.
Recebeu, em 1991, o Prêmio da La Fundacion Guerrero e no mesmo ano o rei Juan Carlos I deu-lhe o título de Marquês dos Jardins de Aranjuez. Em 1996 foi-lhe concedida outra grande honra, o Prémio Príncipe das Astúrias, concedida pela extraordinária contribuição à música espanhola, e pelo que contribuiu aos impulsos novos para uma projeção universal. Aquele mesmo ano foi recompensado com a Medalha de Ouro de Sagunto, a Grande Cruz da Ordem Civil de Solidariedade Social, e a Estrela de Ouro da Comunidade de Madrid. Em 1998 o governo francês o honrou com o título de Commandeur des Arts et des Lettres, e aquele mesmo ano, ele recebeu o Prêmio ao melhor Autor em Música Clássica da Sociedade Geral de Autores e Editores. Também em 1998 foi lhe concedido a Medalha de Honra pela Universidade Menéndez Pelayo de Santander, e o ano seguinte, a Medalha de Ouro do Festival de Granada.
Em 21 de julho de 1997 morreu a sua esposa, companheira inseparável e colaboradora, Victoria. Joaquín Rodrigo morreu dois anos depois em 6 de julho de 1999, na sua casa em Madrid, rodeado por sua família. Os restos mortais de Joaquín e Victoria descansam juntos na abóbada familiar do cemitério de Aranjuez.

## Obras

### Orquestral
- Symphonic Wind Ensemble
  - Adagio Para Orquesta de Instrumentos de Viento - First public performance in Pittsburgh, Pennsylvania in 1966
- Orquestra
  - Soleriana- First performance by the Berlin Philharmonic, on August 22nd, 1953 in Berlin.

### Concertante
- Violoncelo
  - Concierto en modo galante (1949)
  - Concierto como un divertimento (1978–1981)
- Flauta
  - Concierto pastoral (1978)
- Guitarra
  - Concierto de Aranjuez (1939)
  - Concierto Andaluz (1967)
  - Concierto para una fiesta (1982)
  - Fantasía para un gentilhombre (1954)
  - Concierto heroico (1942) — National Music Prize
  - Concierto madrigal (1968)
- Harpa
  - Concierto serenata (1954)
- Piano
  - Juglares (1923); first public performance: 1924, Valencia
  - Concierto heroico (1943)
- Violino
  - Concierto de estío (1944)

### Instrumental
- Guitarra
  - Invocación y danza (1961) — First prize, Coupe International de Guitare, awarded by Office de Radiodiffusion-Télévision Française (ORTF)
  - Three Spanish Pieces - Tres Piezas Espanolas (Fandango,Passacaglia,Zapateado)
  - Elogio de la guitarra (1971)
  - Two Preludes (1977)
  - En Los Trigales (1938)
  - Sonata Giocosa (1960)
  - Junto al generalfe (1959)
  - Toccata (1933)
  - Sonata a la espanhola (1969)
- Guitarra e Flauta
  - Serenata al alba del día (1982)
  - Aria antíqua (1959)

### Vocal/Coral
- Per la flor del Lliri Blau (1934); First prize, Círculo de Bellas Artes
- Ausencias de Dulcinea (1948); First prize, Cervantes Competition
- Tres viejos aires de danza (1994)
- Villancicos y canciones de navidad (1952); Ateneo de Madrid Prize;
- Cuatro canciones sephardies (1965);

### Guitarra e Voz
- Coplas del Pastor Enamorado (1935)
- Tres Canciones Espanola (1951)
- Tres Villancicos (1952)
- Romance de Durante (1955)
- Folías Canarias (1958)
- Aranjuez, ma pensée (1988)

### Artigos
- MUSIC; A Composer Who Found Strength in an Inner Vision (Pablo Zinger, August 1999, NY Times)

### Gravações
- Joaquín Rodrigo interpreta a Rodrigo (EMI Classics, EAN 0724355643827)

### Vídeos
- Concierto De Aranjuez: El Siglo De Joaquín Rodrigo (Diagonal TV!)
- Grandes personajes, a fondo. Vol. 7
- Television Productions Rodrigo: Pasos y huellas en la oscuridad
- The Rodrigo Collection

DVD containing: Shadows and Light documentary, Concierto de Aranjuez